# Volvo Car Open 2016
Volvo Car Open 2016 - жіночий тенісний турнір, що проходив на відкритих кортах з ґрунтовим покриттям. Це був 44-й за ліком Charleston Open. Належав до категорії Premier у рамках Туру WTA 2016. Відбувся в Family Circle Tennis Center на Daniel Island у Чарлстоні (США). Тривав з 4 до 10 квітня 2016 року. tournament and a  tournament.
Слоун Стівенс виграла змагання в одиночному розряді, а Каролін Гарсія і Крістіна Младенович - у парному.

## Очки і призові

### Розподіл очок
| Дисципліна              | П   | Ф   | ПФ  | ЧФ  | 1/8 | 1/16 | 1/32 | Q   | Q2  | Q1  |
| Жінки, одиночний розряд | 470 | 305 | 185 | 100 | 55  | 30   | 1    | 25  | 13  | 1   |
| Жінки, парний розряд    | 470 | 305 | 185 | 100 | 1   | Н/Д  | Н/Д  | Н/Д | Н/Д | Н/Д |

### Розподіл призових грошей
| Дисципліна              | П        | F       | ПФ      | ЧФ      | 1/8    | 1/16   | 1/32   | Q2     | Q1   |
| Жінки, одиночний розряд | $128,100 | $68,180 | $33,600 | $17,280 | $8,955 | $4,585 | $2,355 | $1,070 | $640 |
| Жінки, парний розряд    | $40,300  | $21,340 | $11,740 | $5,975  | $3,245 | Н/Д    | Н/Д    | Н/Д    | Н/Д  |

## Учасниці основної сітки в одиночному розряді

### Сіяні
| Країна    | Гравчиня            | Рейтинг1 | Сіяна |
| --------- | ------------------- | -------- | ----- |
| Німеччина | Анджелік Кербер     | 3        | 1     |
| Швейцарія | Белінда Бенчич      | 10       | 2     |
| США       | Вінус Вільямс       | 14       | 3     |
| Чехія     | Луціє Шафарова      | 15       | 4     |
| Італія    | Сара Еррані         | 18       | 5     |
| Німеччина | Андреа Петкович     | 21       | 6     |
| США       | Слоун Стівенс       | 22       | 7     |
| США       | Медісон Кіз         | 24       | 8     |
| Сербія    | Єлена Янкович       | 26       | 9     |
| Австралія | Саманта Стосур      | 27       | 10    |
| Франція   | Крістіна Младенович | 29       | 11    |
| Австралія | Дарія Гаврилова     | 34       | 12    |
| Румунія   | Ірина-Камелія Бегу  | 35       | 13    |
| Росія     | Дарія Касаткіна     | 36       | 14    |
| Німеччина | Сабіне Лісіцкі      | 37       | 15    |
| Японія    | Місакі Дой          | 44       | 16    |
| Канада    | Ежені Бушар         | 45       | 17    |

- 1 Рейтинг подано станом на 21 березня 2016.

### Інші учасниці
Нижче наведено учасниць, які отримали вайлд-кард на участь в основній сітці:
- Френсіс Елтік
- Луїза Чиріко
- Шелбі Роджерс

Учасниця, що потрапила в основну сітку завдяки захищеному рейтингові:
- Пен Шуай

Нижче наведено гравчинь, які пробились в основну сітку через стадію кваліфікації:
- Сінді Бюргер
- Чагла Бююкакчай
- Сесил Каратанчева
- Леслі Керкгове
- Александра Крунич
- Крістіна Кучова
- Наомі Осака
- Олена Весніна

Такі тенісистки потрапили в основну сітку як щасливі лузери:
- Яна Чепелова
- Патрісія Марія Тіг

### Знялись з турніру
До початку турніру
- Мона Бартель → її замінила  Татьяна Марія
- Петра Цетковська (right травма стегна) → її замінила  Яна Чепелова
- Маріана дуке-Маріньйо → її замінила  Анастасія Севастова
- Єлена Янкович (травма правого плеча) → її замінила  Патрісія Марія Тіг
- Варвара Лепченко → її замінила  Алісон Ріск

### Завершили кар'єру
- Ежені Бушар
- Анджелік Кербер

## Учасниці основної сітки в парному розряді

### Сіяні
| Країна  | Гравчиня            | Країна  | Гравчиня            | Рейтинг1 | Сіяна |
| ------- | ------------------- | ------- | ------------------- | -------- | ----- |
| США     | Бетані Маттек-Сендс | Чехія   | Луціє Шафарова      | 11       | 1     |
| Чехія   | Андреа Главачкова   | Чехія   | Луціє Градецька     | 21       | 2     |
| Франція | Каролін Гарсія      | Франція | Крістіна Младенович | 26       | 3     |
| США     | Ракель Атаво        | США     | Абігейл Спірс       | 41       | 4     |

- 1 Рейтинг подано станом на 21 березня 2016.

### Інші учасниці
Нижче наведено пари, які отримали вайлдкард на участь в основній сітці:
- Гедлі Берг /  Paige Cline
- Медісон Кіз /  Слоун Стівенс

### Завершили кар'єру
- Абігейл Спірс (травма правої литки)

## Переможниці

### Одиночний розряд
- Слоун Стівенс —  Олена Весніна 7–6(7–4), 6–2

### Парний розряд
- Каролін Гарсія /  Крістіна Младенович —  Бетані Маттек-Сендс /  Луціє Шафарова, 6–2, 7–5